# Géiser del Tatio
Géiser del Tatio är en gejser i Chile.   Den ligger i regionen Región de Antofagasta, i den norra delen av landet, 1 300 km norr om huvudstaden Santiago de Chile. Géiser del Tatio ligger 4 264 meter över havet.

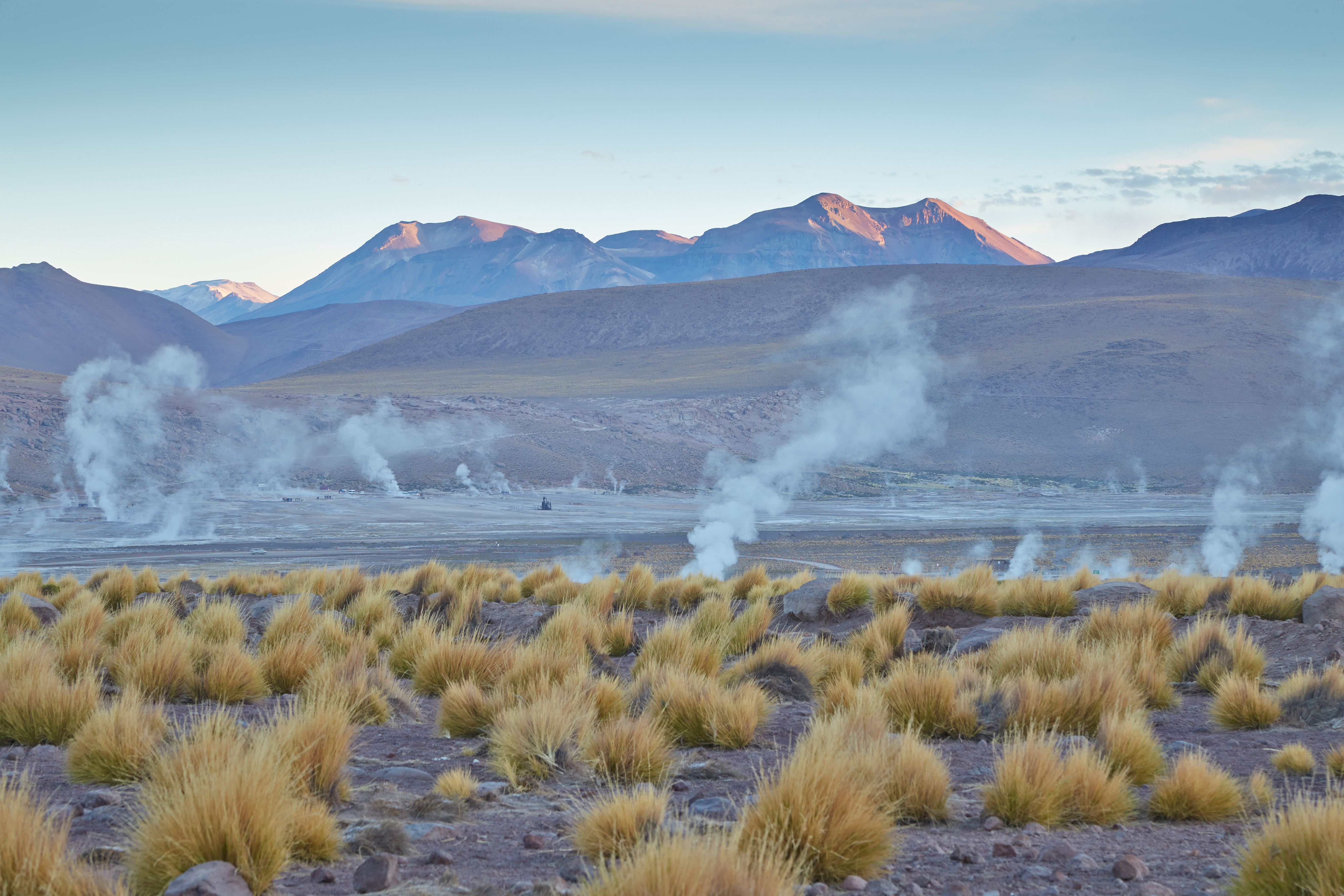
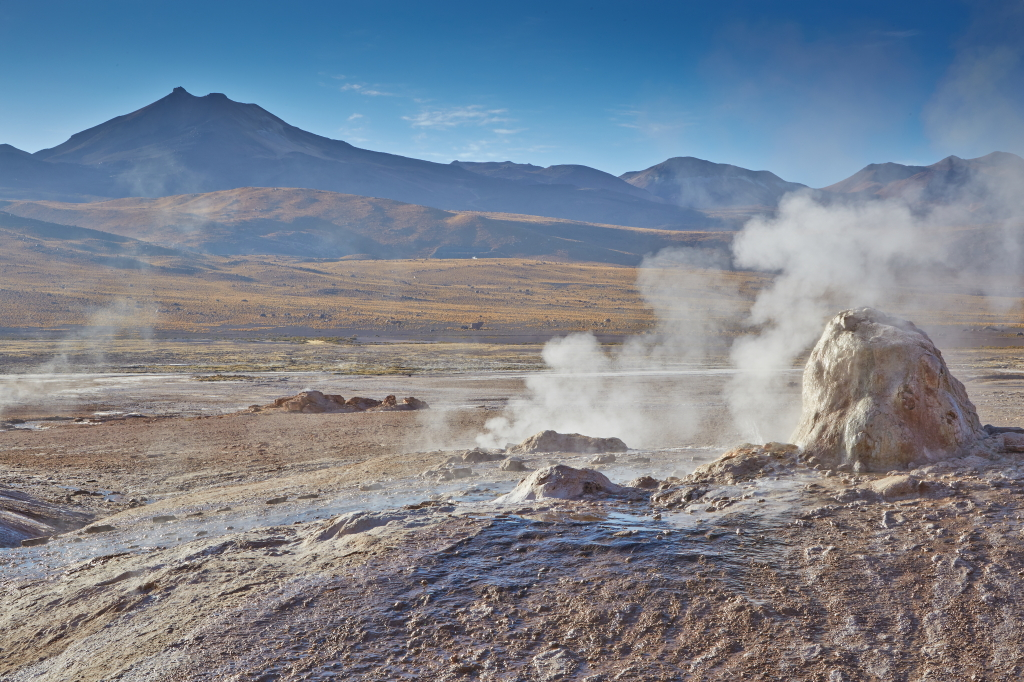
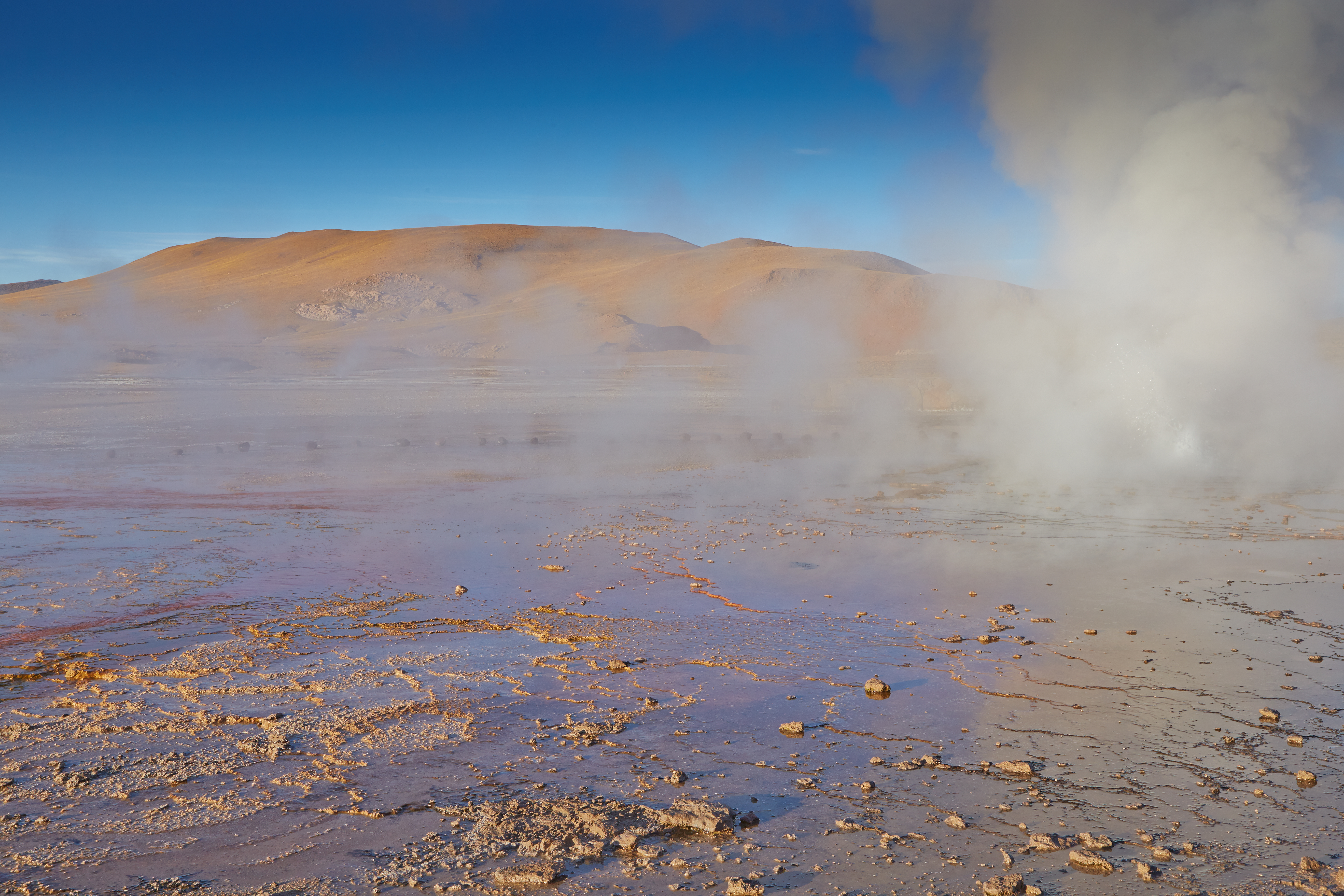
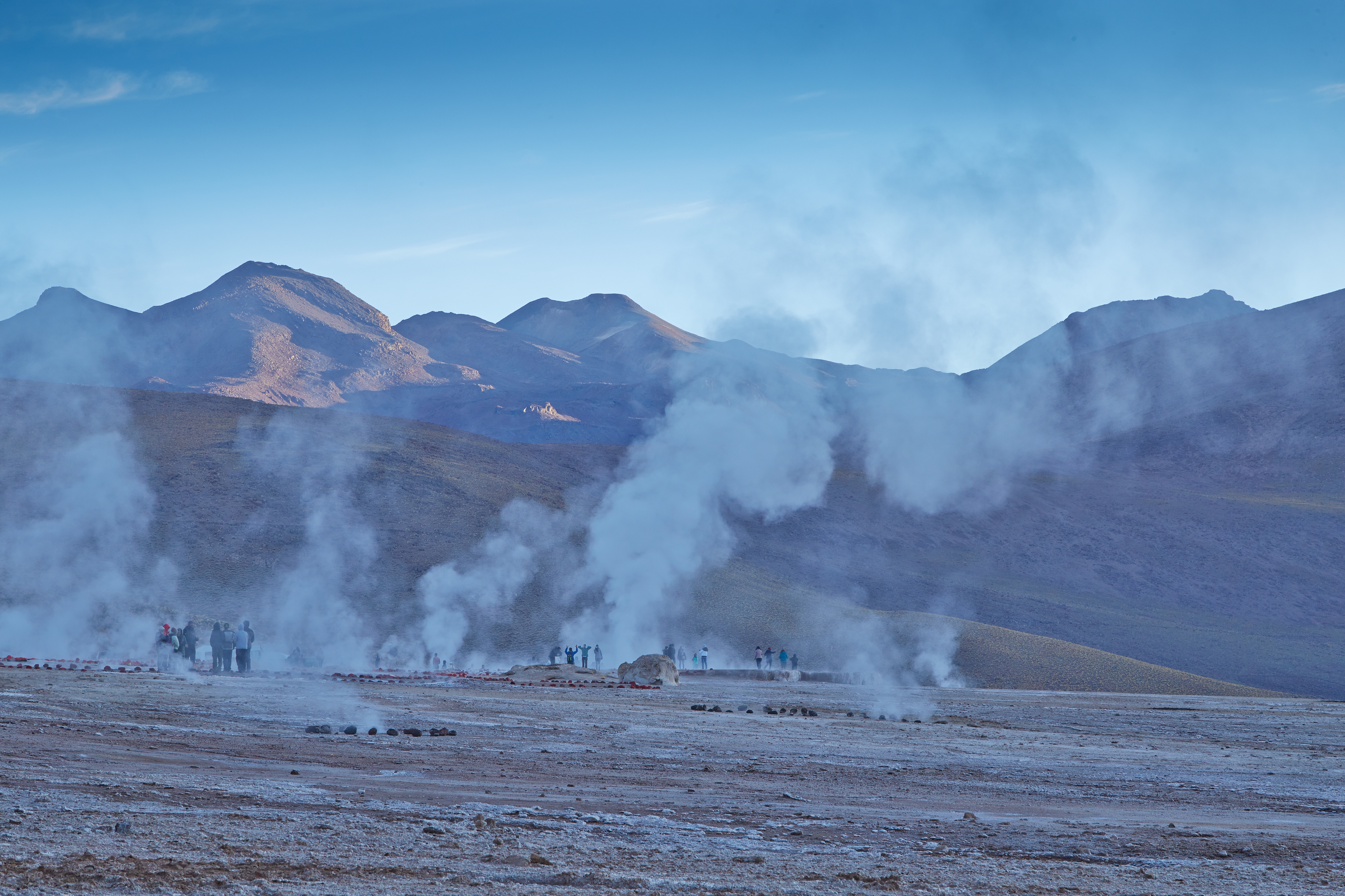

Terrängen runt Géiser del Tatio är kuperad åt nordväst, men åt sydost är den bergig. Trakten runt Géiser del Tatio är nära nog obefolkad, med mindre än två invånare per kvadratkilometer.. Det finns inga samhällen i närheten. 
Trakten runt Géiser del Tatio är ofruktbar med lite eller ingen växtlighet.